# Porte Saint-Denis

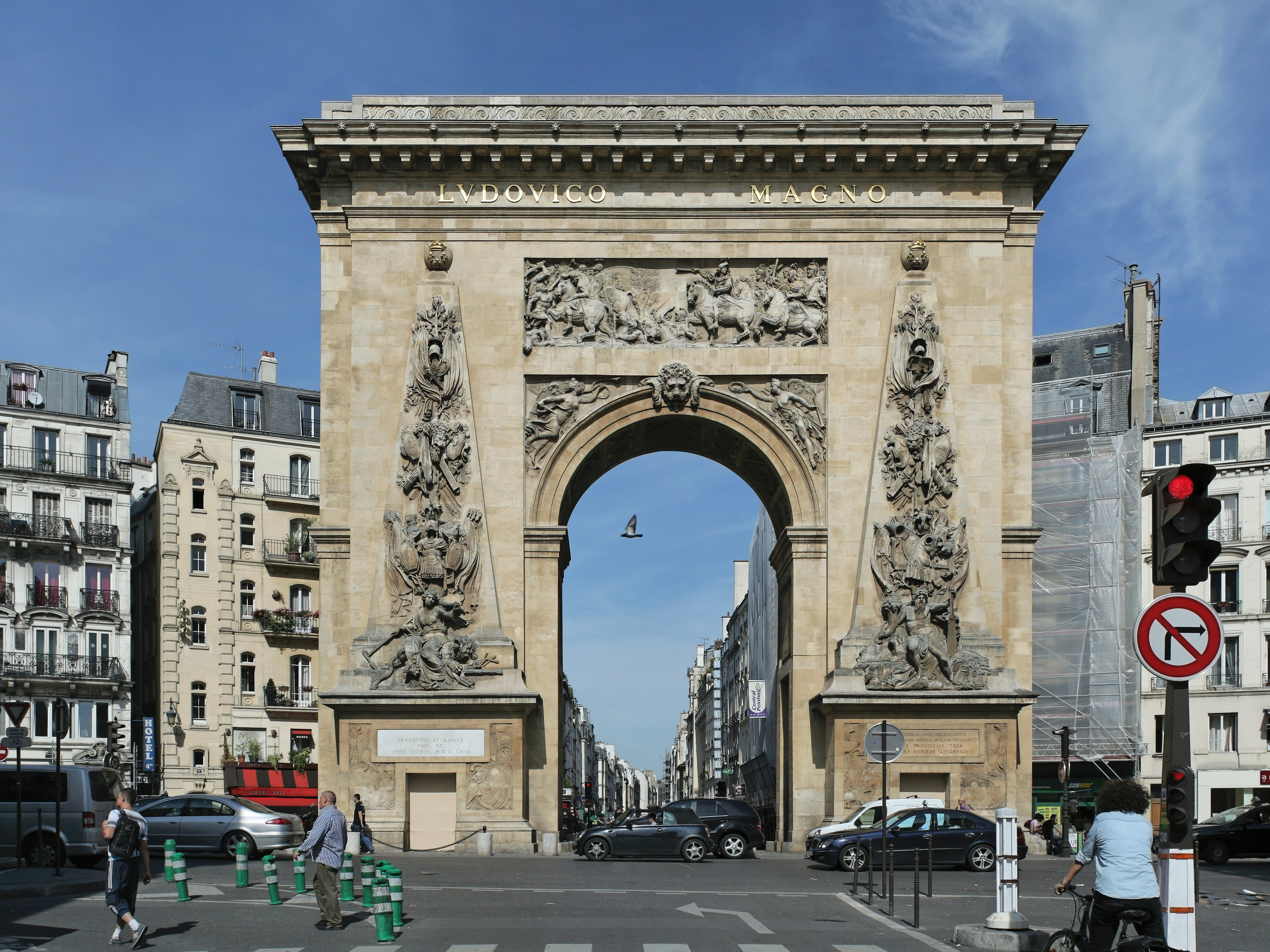
Porte Saint-Denis (2011).

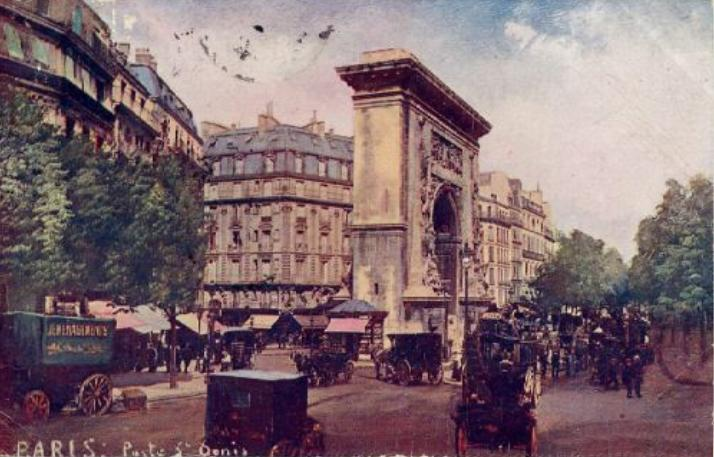
Porte Saint-Denis (1908).

Porte Saint-Denis (também referido em português como Porta ou Portão de São Dinís) é um monumento parisiense representando um arco do triunfo localizado no 10º arrondissement, no local de um dos portões do Muro de Carlos V, hoje uma das fortificações destruídas de Paris. Está localizado no cruzamento da Rue Saint-Denis continuando pela Rue du Faubourg-Saint-Denis, com a Boulevard de Bonne-Nouvelle e a Boulevard Saint-Denis.

## História
O Porte Saint-Denis foi projetado pelo arquiteto François Blondel e o escultor Michel Anguier por ordem de Luís XIV em honra de suas vitórias no Reno e no Franco-Condado. Construído em 1672 e pago pela cidade de Paris, substituiu um portão medieval nas muralhas construídas por Carlos V, no século XIV.
Um monumento que define a arte oficial de sua época, o Porte Saint-Denis, desde que o assunto do frontispício gravado ao influente Cours d'architecture de Blondel, em 1698. Foi restaurado em 1988.

## Descrição
O Porte Saint-Denis é um arco do triunfo inspirado no Arco de Tito, em Roma. É perfurado por um grande arco central e anteriormente por duas aberturas muito menores com pedestres flanqueados nos pedestais, hoje fechado. O arco é ladeado por obeliscos erguidos na face da parede tendo grupos escultóricos de troféus de armas. Acima do arco principal, a face sul carrega um grupo escultórico de "A Passagem do Reno" (de Michel Anguier), em um painel afundado, enquanto a face norte traz figuras alegóricas do Reno e dos Países Baixos. O entablamento traz a inscrição LUDOVICO MAGNO, em latim "A Luís, o Grande", em bronze dourado.
O monumento tem 24,65 metros de altura, 25 metros de largura e cinco metros de profundidade. O arco possui 15,35 metros de altura no centro e 8 metros de largura.

## Imagens

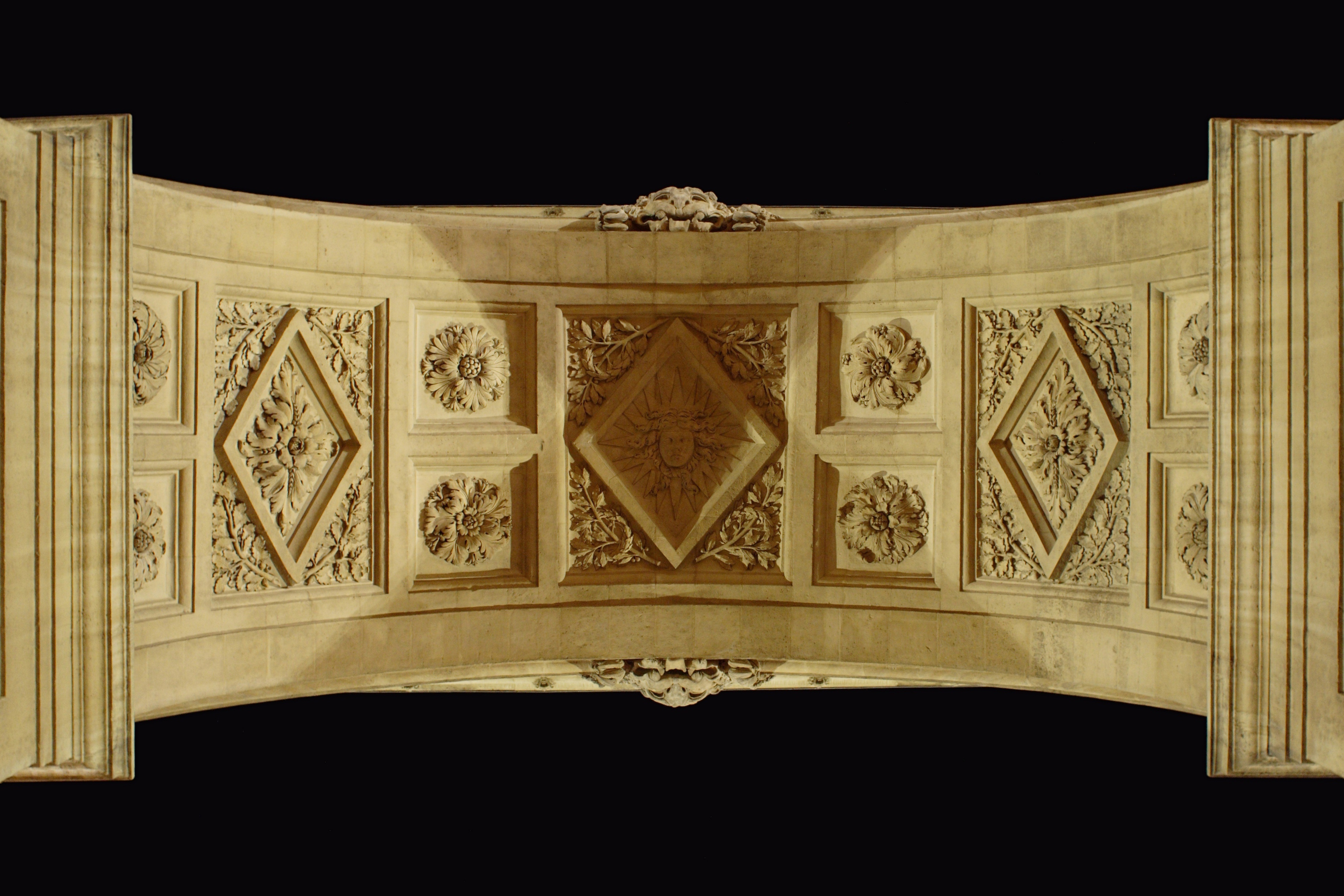
Intradorso.
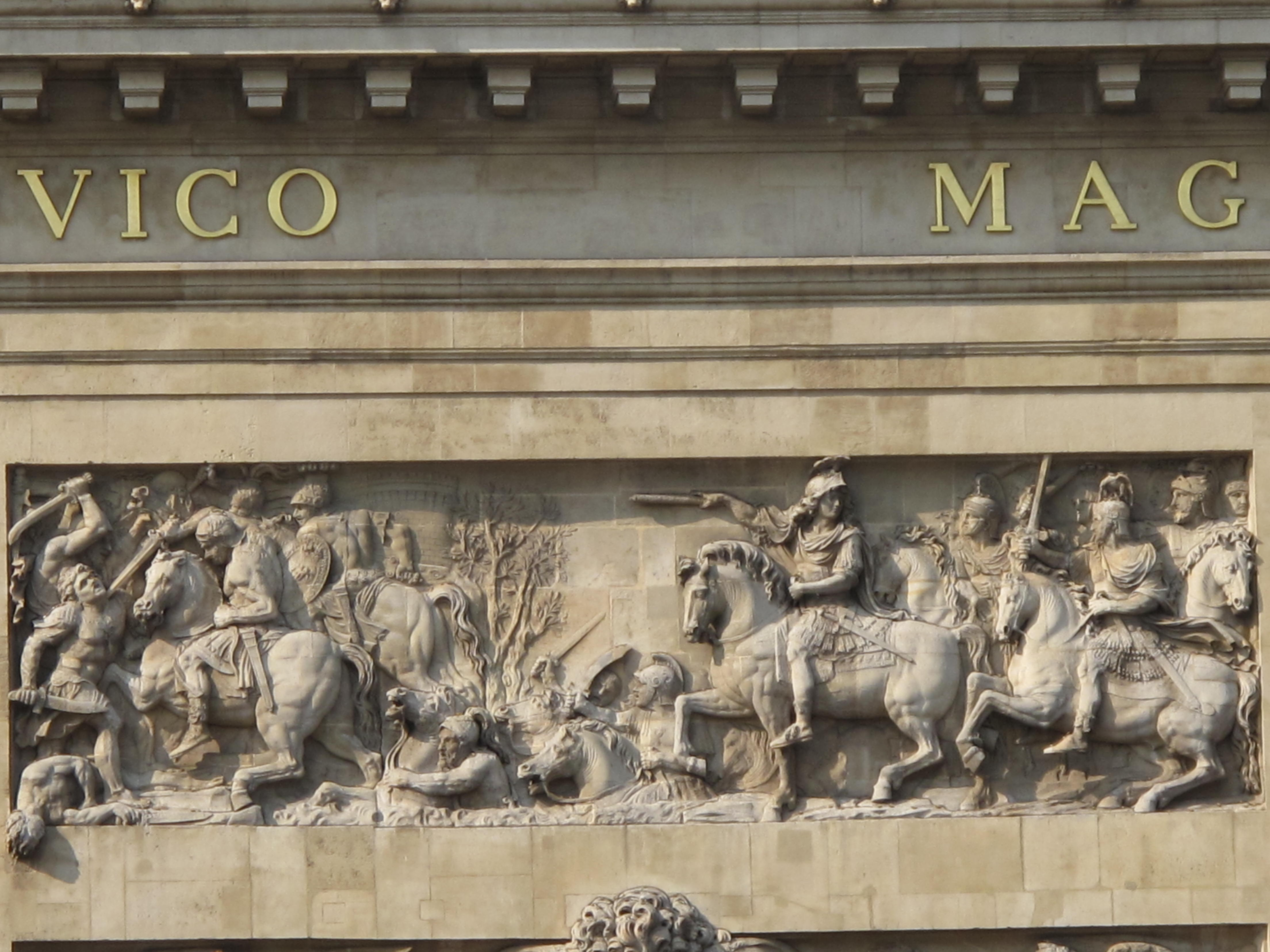
Face sul: a passagem do Reno.
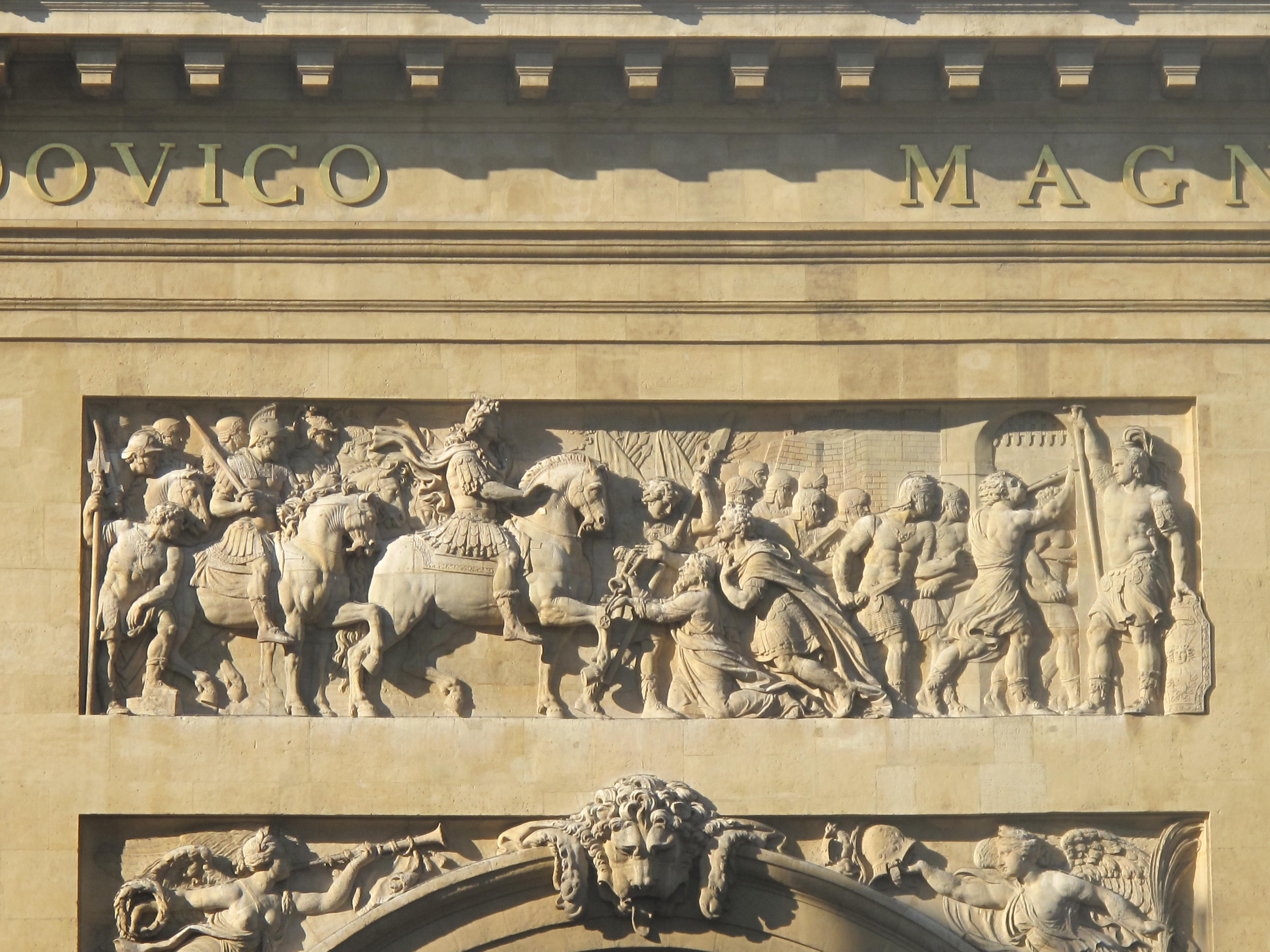
Face norte: captura da cidade de Maastricht.